# Рембо ІІІ
«Рембо ІІІ» (англ. Rambo III) — американський бойовик 1988 року.

## Сюжет
Ветеран в'єтнамської війни Джон Рембо, втомлений від своїх військових і цивільних подвигів, поселяється в буддистському монастирі. Проте довго перебувати в спокої йому не доводиться. Полковник Семюел Траутман просить свого колишнього підлеглого допомогти місцевим моджахедам у боротьбі з радянською армією в Афганістані. Але Рембо відмовляється. Ситуація змінюється, коли Джон дізнається, що полковник Траутман потрапив у полон. Рембо відправляється до Афганістану для порятунку свого колишнього командира.

## У ролях
- Сильвестр Сталлоне — Рембо
- Річард Кренна — полковник Семюель Траутман
- Марк Де Йонґ — полковник Зайсен
- Кертвуд Сміт — Ґріґґс
- Спірос Фокас — Масуд
- Сессон Ґабай — провідник Муса Ґані
- Дуді Шоуа — Гамід
- Ренді Рені — сержант Ковров
- Маркус Ґілберт — Томаск

## Цікаві факти
- Над фільмом починав працювати Рассел Малкехі, але він пішов з проекту через творчі розбіжності.
- Кінь, на якому скаче Джон Рембо, потім брав участь у зйомках картини «Індіана Джонс і останній хрестовий похід» (1989), де на ньому їздив верхи Індіана Джонс.
- У Книзі рекордів Гіннесса 1990 року цей фільм називається найжорстокішим за всю історію, оскільки в ньому нараховуються 221 акти насильства і понад 108 смертей.
- Британський вбивця і психопат Майкл Райан, який убив 16 осіб і поранив 14, стверджував, що на вбивства його надихнула серія фільмів про Джона Рембо.
- Фільм був заборонений до показу в СРСР зважаючи на яскраво виражену антирадянську спрямованість.
- Знаменитий ніж Рембо створив дизайнер Джил Хіббен, причому в цьому фільмі ніж значно відрізняється від своїх аналогів в попередніх фільмах.
- На деяких DVD є альтернативна кінцівка фільму, в якій Рембо залишається в Афганістані допомагати моджахедам. Крім того, в остаточну версію фільму не увійшов ще ряд вирізаних сцен.
- Роль Мі-24 виконує французький вертоліт SA330 PUMA. Другий «радянський» вертоліт — SA 341/2 «Gazelle».
- В оригіналі полковника Зайцева звуть Зайсін (Zaysen). Але всі вітчизняні перекладачі «перейменували» його в Зайцева.
- Радянська бойова техніка представлена американським напівгусеничним бронетранспортером M3 часів Другої світової війни, броньовиками Alvis FV603 Saracen, БРДМ-2, БТР-60, автомобілями УАЗ-469 і Daimler Ferret Scout Car MkI, армійськими вантажівками ЗІЛ-157, GMC M-135, M AIL-325, самохідною зенітною установкою «Шилка», танком Т-55, а також невстановленим танком, що нагадує американський M26 «Pershing». Патрулюють кордон з Пакистаном радянські літаки представлені F-15. Вертольоти Радянської армії представлені у двох варіаціях: середній і важкий. Обидва французького виробництва. Один зображається як Мі-24 і віддалено схожий на оригінал. На ньому встановлений додатково кулемет для борт-стрільця виробництва Browning Arms Company. На АКС і АКМ встановлений американський підствольний гранатомет M203 і коліматорний приціл. В одній зі сцен радянський кулеметник веде вогонь з англійської кулемета «Lewis» зразка 1916 року.